# Gustavo Dahl
Pour les articles homonymes, voir Dahl.
Gustavo Dahl (né le 8 octobre 1938 à Buenos Aires et mort le 27 juin 2011  à Trancoso, dans l'État de Bahia, au Brésil) est un réalisateur, monteur, critique et directeur de cinéma brésilien.

## Biographie
Fils d'un père argentin et d'une mère brésilienne, Gustavo Dahl passe une partie de son enfance à Montevideo, capitale de l'Uruguay, puis s'installe avec ses parents à São Paulo en 1947. Là, il se forme à la critique cinématographique auprès de Paulo Emilio Salles Gomes et de la Cinémathèque brésilienne. Il étudie ensuite à Rome au Centro Sperimentale di Cinematografia où il fait la connaissance de Paulo Cesar Saraceni. Il tourne dans cette ville un premier court métrage expérimental, Danza Macabra (1962). Après avoir assuré le montage de quelques films du Cinema Novo — Integração Racial (1964) de Cesar Saraceni et A Grande Cidade de Carlos Diegues notamment —, il réalise un documentaire minutieux et dépassionné sur les cités minières de Minas Gerais (Em Busca do Ouro, 1966). Son premier long métrage, O Bravo Guerreiro (1968), de style autocritique, suit le sillage des films de Paulo Cesar Saraceni (O Desafio, 1965) et de Glauber Rocha (Terre en transe, 1967). Uirá, um Indio em Busca de Deus (1973) élargit l'analyse politique en affrontant la question cruciale des choix de civilisation. « Appuyée sur les travaux de l'anthropologue Darcy Ribeiro, le film conte la quête spirituelle d'un couple d'Indiens et révèle l'écart culturel profond qui les sépare des Blancs. »
Théoricien du cinéma, Gustavo Dahl demeure très attaché à l'idée d'un cinéma national détaché des modèles étrangers. Il préconise, toutefois, l'évolution du cinéma brésilien vers une structure industrielle. Il devient, ainsi, un des hauts responsables du cinéma brésilien au sein d’Embrafilme (pt) (1974-1979), puis à la tête de Concine (pt) (1985-1986). Plus tard, en 2000, il est élu président du Congrès du cinéma brésilien. Dahl était encore directeur du Centre technique audiovisuel (CTAV) au ministère de la Culture, au moment de son décès en 2011.

## Filmographie

### En tant que réalisateur
- 1962 : Danza Macabra (court métrage)
- 1966 : Em Busca do Ouro (c.m.)
- 1968 : Le Brave guerillero (O Bravo Guerreiro)
- 1969 : Aprendendo a Trabalhar
- 1971 : Museu Nacional de Belas Artes (c.m.)
- 1973 : Uirá, um Indio em Busca de Deus
- 1980 : O Cinema Brasileiro : Eu e Ele  (c.m.)
- 1982 : Missão Artistica Francesa (moyen métrage)
- 1984 : Tensão no Rio